# Aa (mitologia Oceania)
Aa è una divinità della mitologia dell'Oceania, più precisamente delle Isole Cook, e Isole Australi.
È una delle poche divinità con forma antropomorfa nelle mitologie dell'Oceania; solitamente le si chiedeva aiuto e consiglio per guerre, malattie, siccità, terremoti, ed altre calamità.